# Gina Dowding
Gina Dowding (Burnley, 15 luglio 1962) è una politica britannica, membro del Partito Verde di Inghilterra e Galles e europarlamentare dal luglio 2019 al gennaio 2020.

## Biografia

### Formazione
Dowding ha studiato alla Università di Nottingham Trent. Dopo la laurea, ha iniziato a lavorare come esperta di sanità pubblica presso l'NHS britannico. Ha anche lavorato per varie organizzazioni non governative come project manager.

### Impegno politico
Dowding è membro del Partito Verde di Inghilterra e Galles dai primi anni '90. A livello locale, ha corso per la prima volta per il Consiglio comunale di Lancaster nel 1991, ma non è stata eletta fino alle elezioni del 1999 ed è stata rieletta dal 2003 e 2019. Parallelamente, ha anche corso per il Consiglio della contea di Lancashire a partire dal 1993, per il quale è stata eletta nel 2013 e rieletta nel 2017. Le sue candidature alla Camera dei comuni non ebbero successo nel 1992 e nel 2010.
Dowding è stato anche una candidata regolare per il Parlamento europeo dal 1999, ma non ha avuto successo nelle elezioni del 1999, 2004 e 2014 nella circoscrizione elettorale dell'Inghilterra nord-occidentale. Nel 2019, il suo partito l'ha scelta per le elezioni europee del 2019 nella circoscrizione elettorale dell'Inghilterra nord-occidentale. Il suo partito ha ottenuto un mandato nel collegio elettorale che Dowding ha accettato per la prima volta con il 12,48 percento dei voti. È entrata a far parte del gruppo Verdi/ALE, di cui era membro della Commissione per gli affari esteri. Inoltre, è stata membro supplente della Commissione per l'industria, la ricerca e l'energia e la Commissione per i trasporti e il turismo.
Si è dimessa da europarlamentare il 31 gennaio 2020 in seguito alla Brexit.

### Vita privata
Downding vive a Lancaster, è sposata e ha due figli.